# Melina Besige, Hosanagara
Melina Besige là một làng thuộc tehsil Hosanagara, huyện Shimoga, bang Karnataka, Ấn Độ.